# Ingrid de Kok
Ingrid de Kok aka Ingrid Fiske (sinh năm 1951) là một tác giả và nhà thơ người Nam Phi.

## Tiểu sử
Ingrid de Kok lớn lên ở Stilfontein, một thị trấn khai thác vàng ở miền Tây thời đó là Transvaal. Khi cô 12 tuổi, cha mẹ cô chuyển đến Johannesburg. Năm 1977, cô di cư đến Canada, nơi cô sống cho đến khi trở về Nam Phi vào năm 1984. Ingrid de Kok có một đứa con, trai. Đối tác của cô là Tony Morphet.
Ingrid de Kok là thành viên của Đại học Cape Town, Phó giáo sư về Nghiên cứu ngoài tranh tường, và là thành viên của một nhóm gồm hai người thiết kế và điều hành chương trình giáo dục phi chính quy tạo thành Chương trình ngoài tranh tường tại Đại học Cape Town. Ingrid de Kok cũng đã thiết kế và phối hợp các chương trình văn hóa và hội thảo quốc gia, như một chương trình về Công nghệ và Tái thiết và Chính sách cơ hội bình đẳng, và tại Đường đứt gãy: Truy vấn văn hóa vào sự thật và hòa giải. Ingrid de Kok điều hành nhiều chương trình xây dựng năng lực, các chương trình công dân và công đoàn, và luân phiên trong vai trò Giám đốc.
Ingrid de Kok đã đóng vai trò là nhà tư vấn cho các khóa học hoặc sự kiện giáo dục dành cho người lớn khác nhau, bao gồm hội thảo của các nhà văn, diễn đàn văn hóa và Đại học Tây Bắc và các chương trình Du học của Đại học Chicago. Cô cũng đã phối hợp các trường học và các chương trình công cộng dành cho sự phát triển của văn hóa đọc. Ingrid de Kok là thành viên của PEN, Nam Phi và là Ủy viên của Dự án xuất bản của Hội. Cô là thành viên của ủy ban Liên hoan nghệ thuật quốc gia ở Grahamstown, Nam Phi, chịu trách nhiệm triệu tập Trường học mùa đông từ năm 2000 đến năm 2005, và hiện đang trong Ủy ban cố vấn văn học của Hội đồng nghệ thuật quốc gia. Bà là Chủ tịch Hiệp hội Nghiên cứu Canada Nam Phi.